# Beizhen
Beizhen is een stad in de provincie Liaoning van China. Beizhen
ligt in de prefectuur Jinzhou. Beizhen is ook een arrondissement.
In 1999 had de stad 532.945 inwoners. 

## Geboren
- Li Wenliang (1986-2020), oogarts en klokkenluider voor het Wuhan-virus